# Ferdinando Di Nardo
Ferdinando Di Nardo (Napoli, 6 settembre 1918 – 6 aprile 1996) è stato un politico e avvocato italiano.
Fu deputato dalla IV legislatura, dove subentrò al defunto Nicola Galdo nel gennaio 1968, alla VII con il Movimento Sociale Italiano poi MSI-DN. In tutta la sua parabola parlamentare
fece parte della IV commissione (giustizia). Insieme ad altri esponenti dell'MSI-DN diede vita a Democrazia Nazionale creata tra
gli altri dal suo compaesano Achille Lauro. Il fallimento della nuova formazione politica segnò la fine della sua avventura
come deputato.